# Lijst van voetbalinterlands Bosnië en Herzegovina - Engeland (vrouwen)
Deze lijst van voetbalinterlands is een overzicht van alle officiële voetbalinterlands tussen de nationale vrouwenteams van Bosnië en Herzegovina en Engeland. De landen hebben tot nu toe twee keer tegen elkaar gespeeld.

## Wedstrijden
| № | Plaats  | Datum            | Competitie           | Wedstrijd                        | Uitslag |
| - | ------- | ---------------- | -------------------- | -------------------------------- | ------- |
| 1 | Bristol | 29 november 2015 | EK 2017 kwalificatie | Engeland − Bosnië en Herzegovina | 1 − 0   |
| 2 | Zenica  | 12 april 2016    | EK 2017 kwalificatie | Bosnië en Herzegovina − Engeland | 0 − 1   |

## Samenvatting
| Competitie      | Totaal gespeeld | Winst Bosnië en Herzegovina | Gelijk | Winst Engeland | Doelsaldo Bosnië en Herzegovina – Engeland |
| --------------- | --------------- | --------------------------- | ------ | -------------- | ------------------------------------------ |
| EK-kwalificatie | 2               | 0                           | 0      | 2              | 0 − 2                                      |
| Totaal          | 2               | 0                           | 0      | 2              | 0 − 2                                      |

N/FS BiH · A-internationals · Bosnisch mannenelftal
1997 – 2009 · 2010 – 2019 · 2020 – 2029
Albanië ·
Armenië ·
Azerbeidzjan ·
België ·
Bulgarije ·
Costa Rica ·
Denemarken ·
Engeland ·
Estland ·
Faeröer ·
Filipijnen ·
Georgië ·
Griekenland ·
Hongarije ·
Ierland ·
Israël ·
Italië ·
Jordanië ·
Kazachstan ·
Kroatië ·
Letland ·
Malta ·
Marokko ·
Montenegro ·
Noord-Ierland ·
Noord-Macedonië ·
Oekraïne ·
Polen ·
Portugal ·
Roemenië ·
Rusland ·
Schotland ·
Servië ·
Slovenië ·
Slowakije ·
Tsjechië ·
Turkije ·
Wales ·
Wit-Rusland ·
Zweden